# Богданов, Пётр Степанович
Пётр Степа́нович Богда́нов (12 июля 1927, деревня Зайцево, Орловская губерния — 14 февраля 2016, Москва) — советский и российский государственный и общественный деятель. Заместитель министра внутренних дел СССР (1989—1991). Генерал-лейтенант милиции.

## Биография
Родился в крестьянской семье. С 1939 года жил в Люблино Московской области (ныне район Москвы). С 1943 года работал кочегаром. В 1945 году, по окончании Индустриального педагогического техникума, секретарь комсомольской организации завода. Затем последовательно освобожденный секретарь Люблинского горкома ВЛКСМ, секретарь, первый секретарь (с 1960) Люблинского городского комитета КПСС.
С 1961 года служил в органах КГБ. Окончил школу КГБ № 101. В 1964—1967 годах секретарь парткома представительства КГБ при МГБ ГДР. С 1967 года работал в Административном отделе ЦК КПСС.
В 1973—1986 годах председатель президиума Центрального совета всесоюзного физкультурно-спортивного общества «Динамо»; в 1977 году присвоено звание генерал-майора. Руководил комиссией по безопасности Олимпиады-80. Консультировал и помогал организовать спортивные общества во Вьетнаме и на Кубе.
В 1986—1991 годах — начальник ГУВД Московского горисполкома. Одновременно с 1989 по 6 июня 1991 года — заместитель министра внутренних дел СССР.
В 1990 году стал одним из основателей Регионального общественного благотворительного фонда поддержки правоохранительных органов «Петровка, 38», многие годы работал членом его правления.
Выйдя в отставку, организовал первый в Москве магазин «Защита» по продаже охотничьего, спортивного и другого оружия и снаряжения для туристов.
Похоронен 17 февраля на Ваганьковском кладбище.

### Семья
Отец — Степан Матвеевич Богданов, председатель сельсовета.
Сын — Сергей; председатель правления Регионального общественного благотворительного фонда поддержки правоохранительных органов «Петровка, 38».
Сын — Игорь (8 октября 1959 — 9 декабря 1995), биолог, кандидат биологических наук, сотрудник кафедры зоологии беспозвоночных МГУ.

## Награды
- три ордена Трудового Красного Знамени,
- орден Красной Звезды,
- 17 медалей СССР,
- 16 наград социалистических стран[6].
- Почётная грамота Правительства Российской Федерации (11 июля 1997) — за большой личный вклад в дело охраны общественного порядка, борьбы с преступностью и многолетний добросовестный труд